# Peintures monumentées
Les Peintures monumentées sont des sculptures peintes réalisées par Jean Dubuffet entre 1965 et environ 1971. Elles font partie du cycle de l'Hourloupe et elles entament une série où l'artiste met sa peinture en mouvement en lui donnant trois dimensions. Les sculptures peintes lui permettent « ...de sortir de l'image. ». Avec la volonté de faire bouger sa peinture bougera en effet dans Coucou bazar. Une technique qu'il a déjà expérimentée avec des  dessins dansants Principe dansant de l'Hourloupe, 1963, huile sur toile, 195 × 150 cm, de tableaux-écritures : Parade d'objets, huile sur toile, 1964, 130 × 195 cm.

## Contexte
À partir de 1965-1966, Jean Dubuffet se livre à des découpes peintes et à des transferts de  peintures vinyliques sur résine stratifiée qui aboutissent à des volumes auxquels il donne le nom de Peintures monumentées. L'ensemble des sculptures peintes est exposée de décembre 1968 à février 1969 à la Galerie Jeanne Bucher, qui a édité un catalogue. Ces sculptures peintes sont réunies ensuite par Max Loreau dans le volume 23 du catalogue des travaux de Jean Dubuffet sous le titre Sculptures peintes, avec des textes de Gaëtan Picon et Jean Dubuffet.

## Sélection  de sculptures peintes
- Le Domino, juillet 1966, transfert de peintures vinyliques sur résine stratifiée, peintes à l'origine sur polystyrène expansé, sculpté, 100 × 50 × 50 cm[4]. Les dimensions données par les galeries d'art diffèrent légèrement[5]
- Borne au logo V,  11 septembre 1966, 100 × 50 × 50 cm, Svensk-franska konstgalleriet, Stockholm [6]. Il y a eu plusieurs versions du logo parmi lesquelles Borne logo VIII[7]
- L'Aléatoire, sculpture en polyester, 1967, 100 × 56 × 32 cm
- Chaise III, 2 août 1967, polyester, 150 × 73 × 76 cm, localisation inconnue[8].
- Paysage portatif, 11 février 1968-1er mars 1960, amoncellement de 14 éléments, transfert sur polystyrène, 80 × 130 × 75 cm[9].
- Chaise I et II, 1969-1972, polyester peint au polyuréthane, 100 × 50 × 50 cm
- Le Deviseur II, 1969-1970, époxy peint au polyuréthane 297 × 212 × 215 cm, Pace Gallery New York[10].  Le Deviseur a d'abord été Deviseur I, puis agrandi en 2006 avec la permission de la fondation Dubuffet,  il est devenu le Deviseur II[11]
- L'Expansion, 1970 , époxy peint au polyuréthane, 298 × 155 × 160 cm, Pace Gallery New York[12]
- Kiosque, l'évidé 1970 , époxy peint au polyuréthane, 300 × 201 × 180 cm, Pace Gallery New York[13]
- Jardin d'hiver, 1970, (centre national d'art et de culture Georges-Pompidou, Paris, France)[14]
- Table et chaise de pratique fonction II, 1972,  époxy et polyester peints au polyuréthane[15]
- Welcome parade[16]
- Tour aux récits, 1973, époxy peint au polyuréthane, 160 × 74 × 74 cm, Smithson Plaza Londres[17]